# Champions Trophy d'Asie masculin
Le Champions Trophy d'Asie masculin est un événement organisé chaque année par la Fédération asiatique de hockey (depuis 2011). Il présente les six meilleures équipes de hockey sur gazon d'Asie en compétition dans un format de tournoi toutes rondes. L'Inde et le Pakistan ont été les équipes les plus titrées de cette compétition à trois reprises.
L'Inde et le Pakistan sont les champions en titre de cette compétition puisqu'ils ont été déclarés co-vainqueurs l'édition 2018,.

## Résultats
| Édition | Lieu         | Champion         | Vice-champion    | Troisième place | Quatrième place |
| ------- | ------------ | ---------------- | ---------------- | --------------- | --------------- |
| 2011    | Ordos        | Inde             | Pakistan         | Malaisie        | Japon           |
| 2012    | Doha         | Pakistan         | Inde             | Malaisie        | Chine           |
| 2013    | Kakamigahara | Pakistan         | Japon            | Malaisie        | Chine           |
| 2016    | Kuantan      | Inde             | Pakistan         | Malaisie        | Corée du Sud    |
| 2018    | Mascate      | Inde et Pakistan | Inde et Pakistan | Malaisie        | Japon           |
| 2021    | Dacca        | Corée du Sud     | Japon            | Inde            | Pakistan        |
| 2023    | Chennai      | Inde             | Malaisie         | Japon           | Corée du Sud    |

### Performances des équipes nationales
| Équipe       | Champion                     | Vice-champion   | Troisième place                   | Quatrième place |
| ------------ | ---------------------------- | --------------- | --------------------------------- | --------------- |
| Inde         | 4 (2011, 2016, 2018^, 2023*) | 1 (2012)        | 1 (2021)                          |                 |
| Pakistan     | 3 (2012, 2013, 2018^)        | 2 (2011, 2016)  |                                   | 1 (2021)        |
| Corée du Sud | 1 (2021)                     |                 |                                   | 2 (2016, 2023)  |
| Japon        |                              | 2 (2013*, 2021) | 1 (2023)                          | 2 (2011, 2018)  |
| Malaisie     |                              | 1 (2023)        | 5 (2011, 2012, 2013, 2016*, 2018) |                 |
| Chine        |                              |                 |                                   | 2 (2012, 2013)  |

* = pays hôte

^ = titre partagé

### Équipes apparues
| Équipe       | 2011 | 2012 | 2013 | 2016 | 2018 | 2021 | 2023 | Total |
| ------------ | ---- | ---- | ---- | ---- | ---- | ---- | ---- | ----- |
| Bangladesh   | -    | -    | -    | -    | -    | 5e   | -    | 1     |
| Chine        | 6e   | 4e   | 4e   | 5e   | -    | -    | 6e   | 5     |
| Inde         | 1er  | 2e   | 5e   | 1er  | 1er  | 3e   | 1er  | 7     |
| Japon        | 4e   | 6e   | 2e   | 6e   | 4e   | 2e   | 3e   | 7     |
| Malaisie     | 3e   | 3e   | 3e   | 3e   | 3e   | F    | 2e   | 6     |
| Oman         | -    | 5e   | 6e   | -    | 6e   | -    | -    | 3     |
| Pakistan     | 2e   | 1er  | 1er  | 2e   | 1er  | 4e   | 5e   | 7     |
| Corée du Sud | 5e   | -    | -    | 4e   | 5e   | 1er  | 4e   | 5     |
| Total        | 6    | 6    | 6    | 6    | 6    | 5    | 6    |       |